# Mata Virgem
Mata Virgem é o oitavo álbum de estúdio do cantor e compositor brasileiro Raul Seixas, lançado em 1978.

## História
Em 1978, ano do lançamento do álbum, Raul Seixas retirou-se numa fazenda na Bahia, visando curar-se de uma pancreatite que o consumo intenso de álcool lhe causara - condição que lhe acompanharia por muitos anos e eventualmente provocaria a sua morte. Lá, conheceu sua futura companheira, Tânia Menna, com quem compôs "Mata Virgem".
Raul também retomou rapidamente a parceria com Paulo Coelho em algumas músicas como "Judas" e "As Profecias". Ambos tinham uma relação complicada e não se davam bem, tornando-se este o último álbum em que participaram juntos.
O disco foge um pouco do rock and roll característico do cantor, contando com ritmos como baião, forró e música caipira. O álbum não foi bem sucedido na época, por causa da má divulgação e a crítica também não ajudou.

## Faixas
| Lado A         |                     |                            |         |  |
| N.º            | Título              | Compositor(es)             | Duração |  |
| 1.             | "Judas"             | Raul Seixas - Paulo Coelho | 2:55    |  |
| 2.             | "As Profecias"      | Raul Seixas - Paulo Coelho | 3:53    |  |
| 3.             | "Tá na Hora"        | Raul Seixas - Paulo Coelho | 2:09    |  |
| 4.             | "Planos de Papel"   | Raul Seixas                | 2:15    |  |
| 5.             | "Conserve Seu Medo" | Raul Seixas - Paulo Coelho | 1:44    |  |
| Duração total: | Duração total:      | Duração total:             | 12:56   |  |

| Lado B         |                      |                                   |         |  |
| N.º            | Título               | Compositor(es)                    | Duração |  |
| 1.             | "Negócio É"          | Cláudio Roberto - Eduardo Brasil  | 2:55    |  |
| 2.             | "Mata Virgem"        | Raul Seixas - Tânia Menna Barreto | 2:24    |  |
| 3.             | "Pagando Brabo"      | Raul Seixas - Tânia Menna Barreto | 2:28    |  |
| 4.             | "Magia de Amor"      | Raul Seixas - Paulo Coelho        | 1:30    |  |
| 5.             | "Todo Mundo Explica" | Raul Seixas                       | 2:17    |  |
| Duração total: | Duração total:       | Duração total:                    | 11:34   |  |

## Créditos
Créditos dados por Discogs.

### Músicos
- Guitarra elétrica: Rick Ferreira, Claudio Stevenson e Pepeu Gomes
- Viola caipira: Rick Ferreira
- Piano: Antonio Adolfo e Miguel Cidras
- Baixo: Paulo César Barros, Dadi Carvalho e Jamil Joanes
- Instrumento de percussão: Don Chacal
- Bateria: Pedrinho Batera, Jorginho Gomes, Paulinho Braga e Gustavo Schroeter
- Participação especial: Regional do Jackson do Pandeiro

### Ficha técnica
- Direção artística: Marco Mazzola
- Direção de estúdio: Gastão Lamounier
- Direção musical: Raul Seixas
- Arranjos de base: Miguel Cidras
- Técnicos de gravação: Vítor Farias e Toninho
- Mixagem: Marco Mazzola
- Capa: Ruth Freihof
- Foto: Januário Garcia